# Elezioni parlamentari in Kirghizistan del 2015
Le elezioni parlamentari in Kirghizistan del 2015 si tennero il 4 ottobre per il rinnovo del Consiglio supremo.

## Risultati
| Liste                                      | Voti      | %     | Seggi |
| ------------------------------------------ | --------- | ----- | ----- |
| Partito Socialdemocratico del Kirghizistan | 435.968   | 27,35 | 38    |
| Respublika–Ata-Žurt                        | 320.115   | 20,08 | 28    |
| Kirghizistan                               | 206.094   | 12,93 | 18    |
| Sviluppo-Progresso                         | 148.279   | 9,30  | 13    |
| Bir Bol                                    | 135.875   | 8,52  | 12    |
| Partito Socialista Ata-Meken               | 123.055   | 7,72  | 11    |
| Kirghizistan Unito - Emgek                 | 97.869    | 6,14  | -     |
| Zamandash                                  | 43.405    | 2,72  | -     |
| Uluu Kirghizistan                          | 23.899    | 1,50  | -     |
| Ar-Namys                                   | 12.807    | 0,80  | -     |
| Meken Yntymygy                             | 12.679    | 0,80  | -     |
| Congresso dei Popoli del Kirghizistan      | 9.619     | 0,60  | -     |
| Aalam                                      | 6.398     | 0,40  | -     |
| Azattyk                                    | 5.355     | 0,34  | -     |
| Nessuna lista                              | 12.428    | 0,78  | -     |
| Totale                                     | 1.593.845 |       | 120   |